# McLeansboro
McLeansboro ist eine City in und Verwaltungssitz des Hamilton County im Süden des US-amerikanischen Bundesstaates Illinois. Im Jahr 2000 hatte McLeansboro 2945 Einwohner.
Die Stadt ist nach William B. McLean benannt, als Eigentümer der das Land für die Stadtgründung zur Verfügung stellte.

## Geografie
McLeansboro liegt auf 38°5'35" nördlicher Breite und 88°32'10" westlicher Länge und erstreckt sich über 5,9 km², die ausschließlich aus Landfläche bestehen.
In McLeansboro treffen die Illinois State Routes 14, 142 und 242 aufeinander. Auch eine Bahnlinie führt durch die Stadt.
19,5 km nördlich der Stadt verläuft in West-Ost-Richtung die Interstate 64, die die kürzeste Verbindung von St. Louis in Missouri (174 km westlich) nach Louisville in Kentucky (276 km östlich) bildet.
36,2 km westlich von McLeansboro verläuft die Interstate 57. Diese verbindet Chicago (493 km nach Norden) mit Memphis in Tennessee (416 km nach Süden).

## Demografische Daten
Bei der Volkszählung im Jahre 2000 wurde eine Einwohnerzahl von 2945 ermittelt. Diese verteilten sich auf 1265 Haushalte in 747 Familien. Die Bevölkerungsdichte lag bei 502,4 Einwohnern pro Quadratkilometer. Es gab 1435 Wohngebäude, was einer Bebauungsdichte von 224,8 Gebäuden je Quadratkilometer entsprach.
Die Bevölkerung bestand im Jahre 2000 aus 98,1 Prozent Weißen, 0,8 Prozent Afroamerikanern, 0,2 Prozent Asiaten und 0,2 %anderen. 0,7 Prozent gaben an, von mindestens zwei dieser Gruppen abzustammen. 0,4 Prozent der Bevölkerung bestand aus Hispanics, die verschiedenen der genannten Gruppen angehörten.
22,8 Prozent waren unter 18 Jahren, 8,3 Prozent zwischen 18 und 24, 22,7 Prozent von 25 bis 44, 20,6 Prozent von 45 bis 64 und 25,7 Prozent 65 und älter. Das mittlere Alter lag bei 42 Jahren. Auf 100 Frauen kamen statistisch 81,3 Männer, bei den über 18-Jährigen 74,4.
Das mittlere Einkommen pro Haushalt betrug 22.183 US-Dollar (USD), das mittlere Familieneinkommen 35.296 USD. Das mittlere Einkommen der Männer lag bei 35.114 USD, das der Frauen bei 18.125 USD. Das Pro-Kopf-Einkommen belief sich auf 15.354 USD. Rund 11,9 Prozent der Familien und 19,7 Prozent der Gesamtbevölkerung lagen mit ihrem Einkommen unter der Armutsgrenze.

## Söhne und Töchter der Stadt
- Henry C. Warmoth (1842–1931), Politiker
- James R. Campbell (1853–1924), Politiker
- John Henry Stelle (1891–1962), Politiker und von 1940 bis 1941 Gouverneur von Illinois
- Jerry Sloan (1942–2020), Basketballspieler und -trainer